# Goes (Dohma)
Goes ist ein Ortsteil der Gemeinde Dohma im Landkreis Sächsische Schweiz-Osterzgebirge, Sachsen.

## Geographie
Landschaftlich liegt Goes am westlichen Rand der Sächsischen Schweiz, die zum Elbsandsteingebirge gehört. Es befindet sich auf der Ebenheit zwischen den Tälern der Bahre im Westen und der Gottleuba im Osten. Goes liegt einen reichlichen Kilometer nordöstlich des für die Gemeinde namensgebenden Ortsteils Dohma, nicht zu verwechseln mit der nahen Stadt Dohna. Nordöstlich benachbart ist der Pirnaer Stadtteil Südvorstadt, südöstlich Rottwerndorf. Nordwestlich von Goes liegt Zehista. Im Südosten des Ortsteils Goes befindet sich die Gemarkung Dürrhof.
Goes besteht aus seinem Ortskern, einem klassischen Rundling mit Dorfteich in seiner Mitte, sowie aus einer direkt nordöstlich davon gelegenen Kleinsiedlung entlang der Neuen Straße. Die Fluren um Goes werden landwirtschaftlich genutzt, an der Gemeindegrenze zu Pirna befinden sich Kleingärten. Im Osten der Gemarkung liegt der Kuhbusch, ein kleines Waldstück, sowie die bewaldeten Hänge des Gottleubatals. Südlich des Ortes erhebt sich der Galgenberg auf 237 m ü. NN.
Die Dorfstraße durchquert Ortslage und Flur Goes in Nord-Süd-Richtung. Sie bindet ihn an die Pirnaer Südvorstadt sowie an die Hohe Straße an, die von Zehista nach Berggießhübel führt. Die Hohe Straße ist heute die Staatsstraße 173 und war früher Teil der Neuen Dresden-Teplitzer Poststraße. Die nächste Haltestelle des ÖPNV befindet sich an der Franz-Schubert-Straße in der Pirnaer Südvorstadt. Dort halten die Buslinien N, 209, 216 und 218 des RVSOE.

## Geschichte

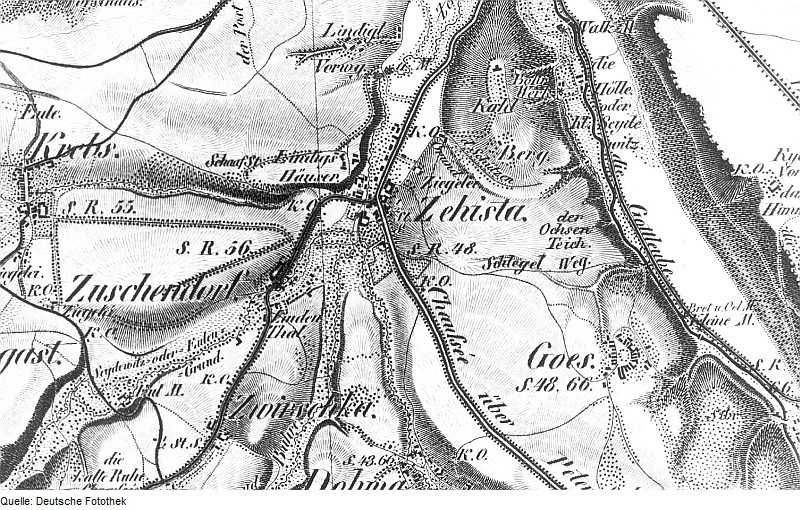
Goes auf einer Karte aus dem 19. Jahrhundert

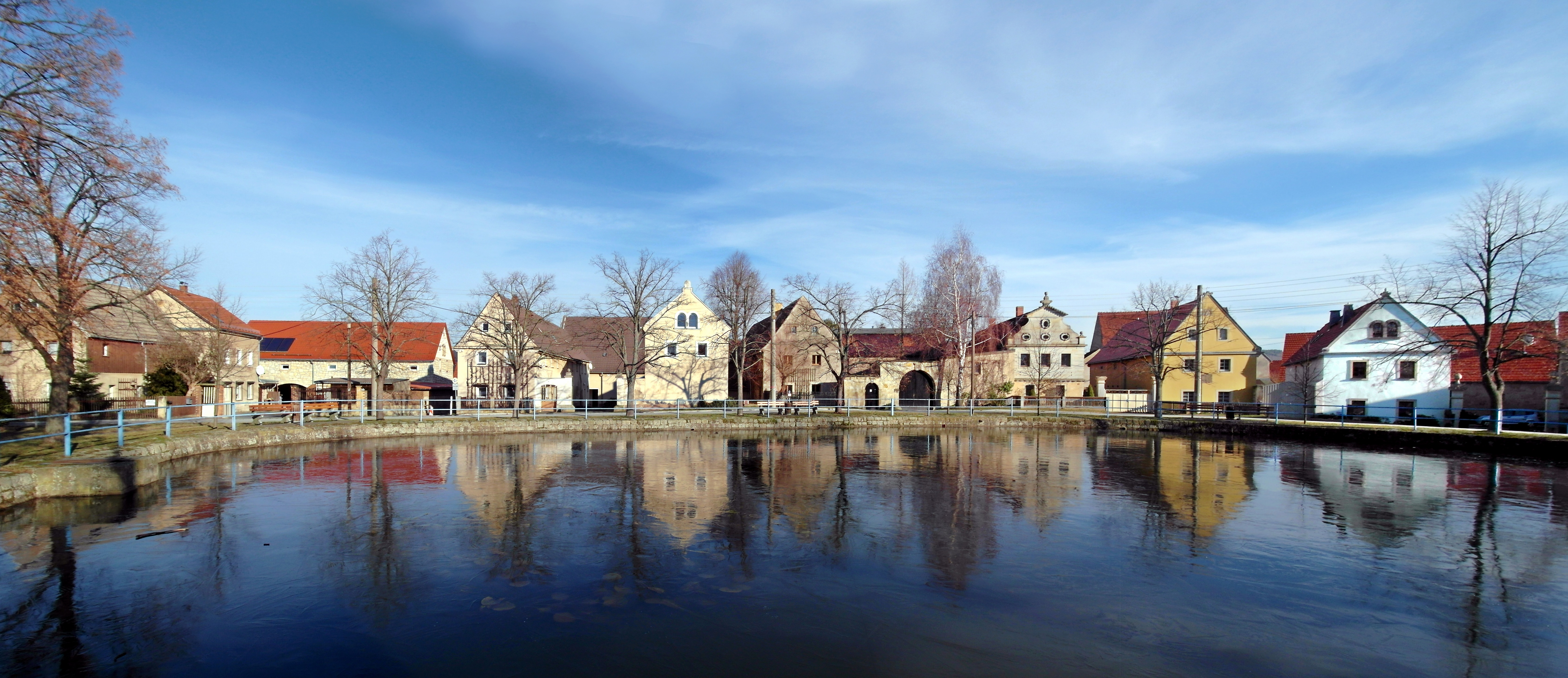
Dorfanger, Rundling Goes

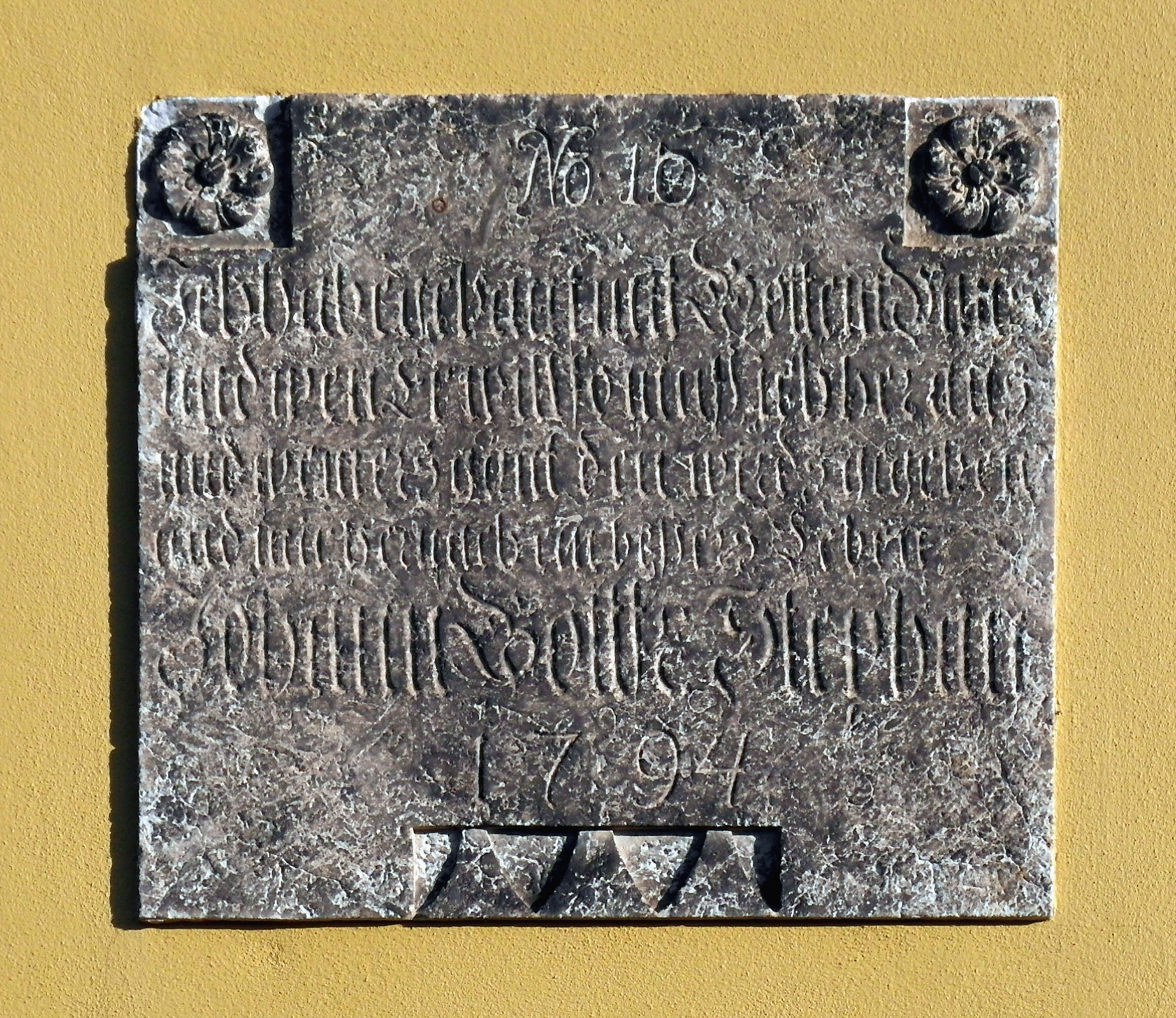
Dorfanger, Rundling Goes. Haustafel von 1794

Der Ortsname ist altsorbischen Ursprungs. Er ist von Gos abgeleitet, dem Namen eines slawischen Lokators sowie Kurzform des Vornamens Gostimir, und bedeutet somit etwa Siedlung eines Gos. Erstmals erwähnt wurde der Ortsname 1350 als Bestandteil des Personennamens „Fridricus de Goszow“. Deshalb vermuten Historiker, dass damals ein Herrensitz im Ort lag. Im Jahre 1388 erscheint ein „Gerung von der Gozze“ als Urkundenzeuge. In den folgenden Jahrhunderten waren vielfältige Schreibweisen gebräuchlich, darunter „Goeß“, „Goß“, „Goys“, „Gois“ und „Goßau“. Im Jahre 1551 wurde von einer Begebenheit „zcum Czoesse“ berichtet, 1791 fand auch die Form „Goos“ Verwendung, die am ehesten der Aussprache entspricht.
Um den Rundling entwickelte sich eine Gewann-Gelänge-Mischflur, deren Fläche im Jahre 1900 etwa 261 Hektar betrug. Noch 1501 war der Ort nach Dohna gepfarrt, seit 1539 dann nach Pirna. Für das Jahr 1548 ist belegt, dass die Grundherrschaft den Besitzern des Ritterguts Großsedlitz oblag, anteilig auch denen des Ritterguts Rottwerndorf. Während der Rottwerndorfer Anteil auch noch 1606 und 1764 Bestand hatte, unterstand der andere Teil schon 1606 dem Rittergut Zehista. Die Verwaltungshoheit oblag bis ins 19. Jahrhundert dem Amt Pirna, 1856 dann dem Gerichtsamt Pirna. Im Jahre 1875 gehörte Goes zur Amtshauptmannschaft Pirna, die 1939 in Landkreis Pirna umbenannt wurde. An dessen Stelle trat dann der Kreis Pirna, der 1994 – im Jahr der Eingemeindung von Goes nach Dohma – im Landkreis Sächsische Schweiz aufging. Aus diesem ging schließlich 2008 der Landkreis Sächsische Schweiz-Osterzgebirge hervor.

## Einwohnerentwicklung
| Jahr | Einwohner                                              |
| ---- | ------------------------------------------------------ |
| 1551 | 14 besessene Mann, 4 Inwohner im Rottwerndorfer Anteil |
| 1764 | 15 besessene Mann, 1 Gärtner, 5 Häusler                |
| 1834 | 155                                                    |
| 1871 | 248                                                    |
| 1890 | 299                                                    |
| 1910 | 325                                                    |
| 1925 | 240                                                    |
| 1939 | 273                                                    |
| 1946 | 305                                                    |
| 1950 | 302                                                    |
| 1964 | 278                                                    |
| 1990 | 289                                                    |
| 2011 | 224                                                    |
| 2012 | 227                                                    |
| 2013 | 225                                                    |
| 2014 | 224                                                    |